# Tachina ruficauda
Tachina ruficauda är en tvåvingeart som beskrevs av Chao 1987. Tachina ruficauda ingår i släktet Tachina och familjen parasitflugor. Inga underarter finns listade i Catalogue of Life.